# Earl of Bath
Earl of Bath war ein erblicher britischer Adelstitel, der dreimal in der Peerage of England und je einmal in der Peerage of Great Britain und Peerage of the United Kingdom verliehen wurde.

## Verleihungen

Wappen der Earls of Bath (zweiter Verleihung)

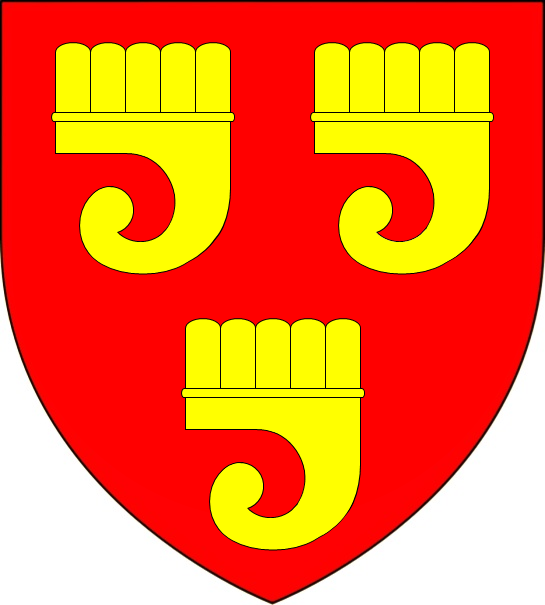
Wappen der Earls of Bath (dritter Verleihung)

Der Titel wurde erstmals am 6. Januar 1486 in der Peerage of England für Philibert de Chandée geschaffen. Der Titel ist vermutlich bei seinem Tod erloschen.
Am 9. Juli 1536 wurde der Titel in der Peerage of England für John Bourchier neu geschaffen. Der Titel erlosch beim Tod seines Urenkels, des 5. Earls, am 16. August 1654.
In dritter Verleihung wurde der Titel am 20. April 1661 in der Peerage of England für den Lord Lieutenant von Cornwall und Devonshire, John Granville, geschaffen. Zusammen mit der Earlswürde wurden ihm die nachgeordneten Titel Viscount Granville, of Lansdown, und Baron Granville, of Kilkhampton and Bideford, verliehen. Die Titel erloschen beim Tod seines Enkels, des 3. Earls, am 17. Mai 1711.
Am 14. Juli 1742 wurde der Unterhausabgeordnete William Pulteney in der Peerage of Great Britain zum Earl of Bath, in the County of Somerset erhoben. Zusammen mit dem Earldom wurden ihm die nachgeordneten Titel Viscount Pulteney, of Wrington in the County of Somerset, und Baron Pulteney, of Hedon in the County of York, verliehen. Da sein einziger Sohn bereits 1763 unverheiratet und kinderlos starb, erloschen die Titel bei seinem Tod am 8. Juli 1764.
In fünfter Verleihung wurde am 26. Oktober 1803 der Titel Countess of Bath, in the County of Somerset, in der Peerage of the United Kingdom an Laura Pulteney, 1. Baroness Bath, eine Urgroßnichte des Earls vierter Verleihung, verliehen. Sie war bereits am 26. Juli 1792 in der Peerage of Great Britain zur Baroness Bath, of Bath in the County of Somerset, erhoben worden. Beide Titel erloschen, als sie am 14. Juli 1808 kinderlos starb.

## Liste der Earls of Bath

### Earls of Bath, erste Verleihung (1486)
- Philibert de Chandée, 1. Earl of Bath († nach 1486)

### Earls of Bath, zweite Verleihung (1536)
- John Bourchier, 1. Earl of Bath (1470–1539)
- John Bourchier, 2. Earl of Bath (1499–1561)
- William Bourchier, 3. Earl of Bath (vor 1557–1623)
- Edward Bourchier, 4. Earl of Bath (1590–1636)
- Henry Bourchier, 5. Earl of Bath (1593–1654)

### Earls of Bath, dritte Verleihung (1661)
- John Granville, 1. Earl of Bath (1628–1701)
- Charles Granville, 2. Earl of Bath (1661–1701)
- William Granville, 3. Earl of Bath (1692–1711)

### Earls of Bath, vierte Verleihung (1742)
- William Pulteney, 1. Earl of Bath (1684–1764)

### Earls of Bath, fünfte Verleihung (1803)
- Laura Pulteney, 1. Countess of Bath (1766–1808)